# بوواکوو
بوواکوو (به لهستانی:  Bułaków) یک روستا در لهستان است که در گمینا پوگوژلا واقع شده‌است.